# Racopilaceae
Racopilaceae, porodica pravih mahovina u redu Hypnodendrales. Postoje 4 roda.,

## Rodovi
1. Powellia Mitt.
2. Powelliopsis Zanten
3. Racopilum P. Beauv.
4. Timokoponenia Zanten